# イクダム

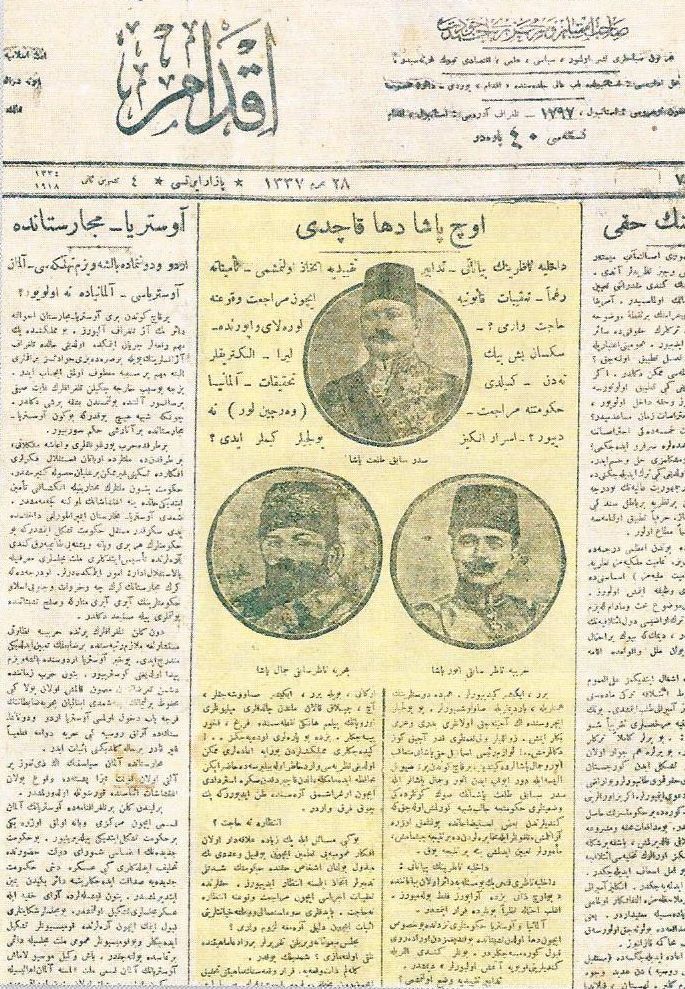
第一次世界大戦の最後の数日間に三人のパシャが国を逃れた後の1918年11月4日のイクダムのフロントページには、「アルメニアの問題を排除するための彼らの対応は、アルメニア人自身の排除を試みることでした」と書かれています。

イクダム（İkdam、اقدام、「努力」）は、アフメト・オラン（Ahmet Cevdet Oran）によってオスマン帝国時代のトルコで創刊された新聞。
その発行の期間、イスタンブールの都市部で最も人気のある新聞に。
オランはトルコ主義を掲げていた。青年トルコ人革命が起こると統一と進歩委員会に対して批判的になった。 1928年に廃止された。 トルコの小説家、カラオスマノウルはトルコ独立戦争当時にイクダム所属のジャーナリストであった。

## 歴史
オランは1894年に論説を作成し、創刊号は9月23日に発行 
創刊された時期は、少なくとも青年トルコ人革命の起きた1908年以前、ミュヘル・パシャによる文字改革の提言がなされた1862年以降と考えられる。 また、アブデュルハミト2世の治世下で何度も新聞を閉じられているという事実から、アブデュルハミト2世がミドハト憲法を廃止した1877年以前にはあったという見方も可能であり、本稿では1862〜1877年までの間に創刊されたとみなす。
当初は汎テュルク主義を提唱していたが、青年トルコ人革命が起こった後、統一と進歩委員会に対して批判的な態度を示した。 YakupKaraosmanoğluはトルコ独立戦争中、イクダムのジャーナリストトルコ共和国の樹立後同紙はアンカラをイスタンブールの代わりに首都にすることやムスタファ・ケマル・アタチュルク大統領を含むトルコ政府の政策に反対した反体制的なアプローチもあって所有権が変更され、 Ali NaciKaracanの資産に 
イクダムが廃止された1928年は共和国初代大統領であるケマルによって文字革命によりトルコ語においてアラビア文字が廃され、アルファベットを採用されるという歴史的な事業が成された時であり、ここで起こった言語的な混乱の中で消えていった多くの新聞の一つである。